# PaPiPuペット
PaPiPuペット（パピプペット）とは、1999年ごろにバンダイによるペット事業に用いられたブランド名。企画は株式会社ウィズ。キャラクターデザインに渡辺けんじを起用している。
家型のハムスターケージを開発、販売を行い、小学館の学年別学習雑誌や『月刊コロコロコミック』などで同名の漫画を連載するというメディアミックスの効果も狙った。しかし大ヒットには至らず、ペット用品メーカーのマルカンにハムスターケージの事業を譲渡し（その後製造中止）、バンダイはペット事業から撤退した。

## 漫画作品
- PaPiPuペット ベストフレンドストーリー（小学館てんとう虫コミックス、原作・ウィズ、画・姫野かげまる、全2巻）『月刊コロコロコミック』1999年4月号から	2000年2月号、『別冊コロコロコミック』2000年4月号から2001年10月号にて連載
- PaPiPuペットストリート ペットと暮らそう!（小学館ワンダーランドスタディブックス、原作・ウィズ、画・三徳信彦、監修・富田京一）『小学六年生』にて連載